# Rudolf Schmidlin
Rudolf Othmar Schmidlin (* 2. November 1930 in Basel; † 18. September 2014 in Laufen) war ein Schweizer Bauingenieur, Raumplaner und Politiker (FDP). Er gehörte dem Gemeinderat von Laufen an und war 16 Jahre lang Mitglied des Grossen Rates des Kantons Bern, den er 1988/89 als erster Laufentaler überhaupt präsidierte. Als einer der Hauptexponenten der Aktion bernisches Laufental gehörte er zu den prominentesten Gegnern des Kantonswechsels des Laufentals zu Basel-Landschaft, ebenso war er in die Berner Finanzaffäre verstrickt.

## Biografie
Der Sohn des Bautechnikers Otto Schmidlin und von Maria Schmidlin wuchs in Laufen auf. Von 1950 bis 1955 erhielt er an der ETH Zürich eine Ausbildung als diplomierter Bauingenieur und Raumplaner. Nach fünf Jahren beruflicher Tätigkeit trat er 1960 in den väterlichen Betrieb ein, den er 1964 übernahm. Später kam eine Filiale in Büsserach hinzu, und nach der Pensionierung war er als Berater tätig. Ausserdem war er Mitglied des Verwaltungsrates des Druckzentrums Laufen, Mitglied des Laufener Rotary Clubs und Stiftungsrat der Laufentaler Kulturstiftung. Er war mit Eva Schmidlin-Pfefferli verheiratet und hatte drei Kinder. Als Kandidat der FDP wurde Schmidlin 1964 in den Laufener Gemeinderat gewählt, dem er bis 1972 angehörte. Auf kommunaler Ebene engagierte er sich von 1972 bis 2006 auch als Mitglied der Bau- und Planungskommission (bis 1986 als deren Präsident) sowie ab 1984 als Präsident des Planungsausschusses der Gemeinde Laufen. 1974 erfolgte seine Wahl in den Grossen Rat des Kantons Bern.
In der Frage des Kantonswechsels des Laufentals trat Schmidlin als überzeugter Gegner einer Loslösung vom Kanton Bern in Erscheinung. Diese Meinung vertrat er insbesondere im Bezirksrat Laufental, dem er von 1974 bis 1994 angehörte (von 1983 bis 1986 als dessen Präsident). Bei den Verhandlungen um den Laufentalvertrag setzte er sich für einen Artikel ein, der den dauerhaften Erhalt des Laufener Feningerspitals verankerte. Schmidlin gehörte von 1978 bis 1988 zusätzlich dem Leitungsgremium der Aktion bernisches Laufental (ABL) an und war vor der ersten Laufental-Abstimmung von 1983 der prominenteste Wortführer der Berntreuen. Er war der Ansicht, dass die ABL gegenüber den Probaselbietern in einen «Informationsrückstand» geraten sei, weshalb er die Berner Kantonsregierung um finanzielle Unterstützung bat. Zu den 60'000 Franken, die der Grosse Rat als «einmalige Starthilfe» offiziell genehmigt hatte, kam heimlich der viereinhalbfache Betrag hinzu, der aus dem SEVA-Lotteriefonds stammte und über Umwege heimlich an die ABL floss. Mit den insgesamt 333'281 Franken war es ihr möglich, die Abstimmung massiv zugunsten der Berntreuen zu beeinflussen.
Der Revisor Rudolf Hafner machte diese und andere illegale Machenschaften öffentlich und löste dadurch die Berner Finanzaffäre aus. An einer ausserordentlichen Bezirksratssitzung am 25. Oktober 1985 rechtfertigte Schmidlin sein Handeln damit, dass die Berntreuen in dem mit 1,3 Millionen Franken finanzierten Bezirksrat stets überstimmt worden und die Spiesse nicht gleich lang gewesen seien. Er habe dem in der Öffentlichkeit entstandenen Eindruck entgegenwirken wollen, dass das Laufental unbedingt von Bern weg wolle. In Zeitungsartikeln, die kurz nach Bekanntwerden des Skandals erschienen, warfen Heinz Aebi und zwei seiner Mitstreiter der separatistischen Laufentaler Bewegung mehreren Exponenten der ABL Käuflichkeit vor und bezeichneten sie unter anderem als «Vasallen Berns», Lügner und «traurige Subjekte». Die Angegriffenen, darunter Schmidlin, setzten sich mit Ehrverletzungsklagen zur Wehr und erhielten vor dem Berner Obergericht Recht, denn es befand die Autoren der üblen Nachrede und der Beschimpfung für schuldig. Das Bundesgericht hingegen urteilte am 9. Juli 1990 letztinstanzlich, dass die eingeklagten Äusserungen unter den gegebenen Umständen nicht ehrverletzend gewesen seien.
Trotz seiner umstrittenen Rolle wurde Schmidlin 1986 zum zweiten und 1987 zum ersten Vizepräsidenten des Grossen Rates gewählt. Zu reden gab auch die Tatsache, dass sein Ingenieurbüro 1988 den Zuschlag für die Planung der gemeinsam von den Kantonen Bern und Basel-Landschaft finanzierten Umfahrungsstrasse von Grellingen erhielt, deren Kernstück der 2,8 km lange Eggfluhtunnel ist. Die Wahl Schmidlins zum Grossratspräsidenten (als erster und einziger Laufentaler) am 10. Mai 1988 empfanden die Probaselbieter als Provokation, weshalb sie die offizielle Feier in seiner Wohngemeinde Laufen boykottierten. Traditionsgemäss fuhr Schmidlin von Bern aus mit einem Sonderzug dorthin, wobei es zu einem Zwischenfall kam. Zwei Béliers-Aktivisten hatten vor dem Nordportal des Grenchenbergtunnels bei Moutier mit Steinen die Fahrleitung der Jurabahn heruntergerissen, weshalb der Zug über eine Stunde lang steckenblieb. Derweil führte die Laufentaler Bewegung in Grellingen eine Gegenveranstaltung durch.
Während Schmidlins Amtszeit als Grossratspräsident entschied das Bundesgericht am 20. Dezember 1988, das Ergebnis von 1983 zu annullieren und die Wiederholung der Laufental-Abstimmung anzuordnen. Im erneut aufflammenden Kampf um die Gunst der Abstimmenden hielt sich Schmidlin anfänglich eher zurück, trat dann aber gegen Ende wieder markant auf. Am 12. November 1989 entschieden sich die Laufentaler für den Beitritt zu Basel-Landschaft, der 1994 erfolgte. Schmidlin trat im April 1990 nicht mehr zu den Grossratswahlen an. Da er sich mit dem neuen Kanton nicht identifizieren konnte und sein Berner Kantonsbürgerrecht wiedererlangen wollte, liess er sich 1994 zusätzlich in der Gemeinde Aarberg einbürgern, die ihm ein entsprechendes Angebot gemacht hatte.